# Loich

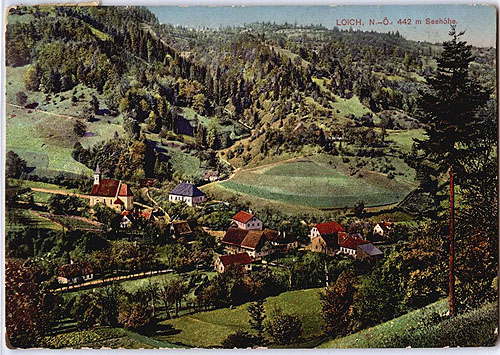
Loich nach einer Ansichtskarte um 1910

Loich ist eine österreichische Gemeinde mit 536 Einwohnern (Stand 1. Jänner 2025) im Bezirk St. Pölten im Bundesland Niederösterreich.

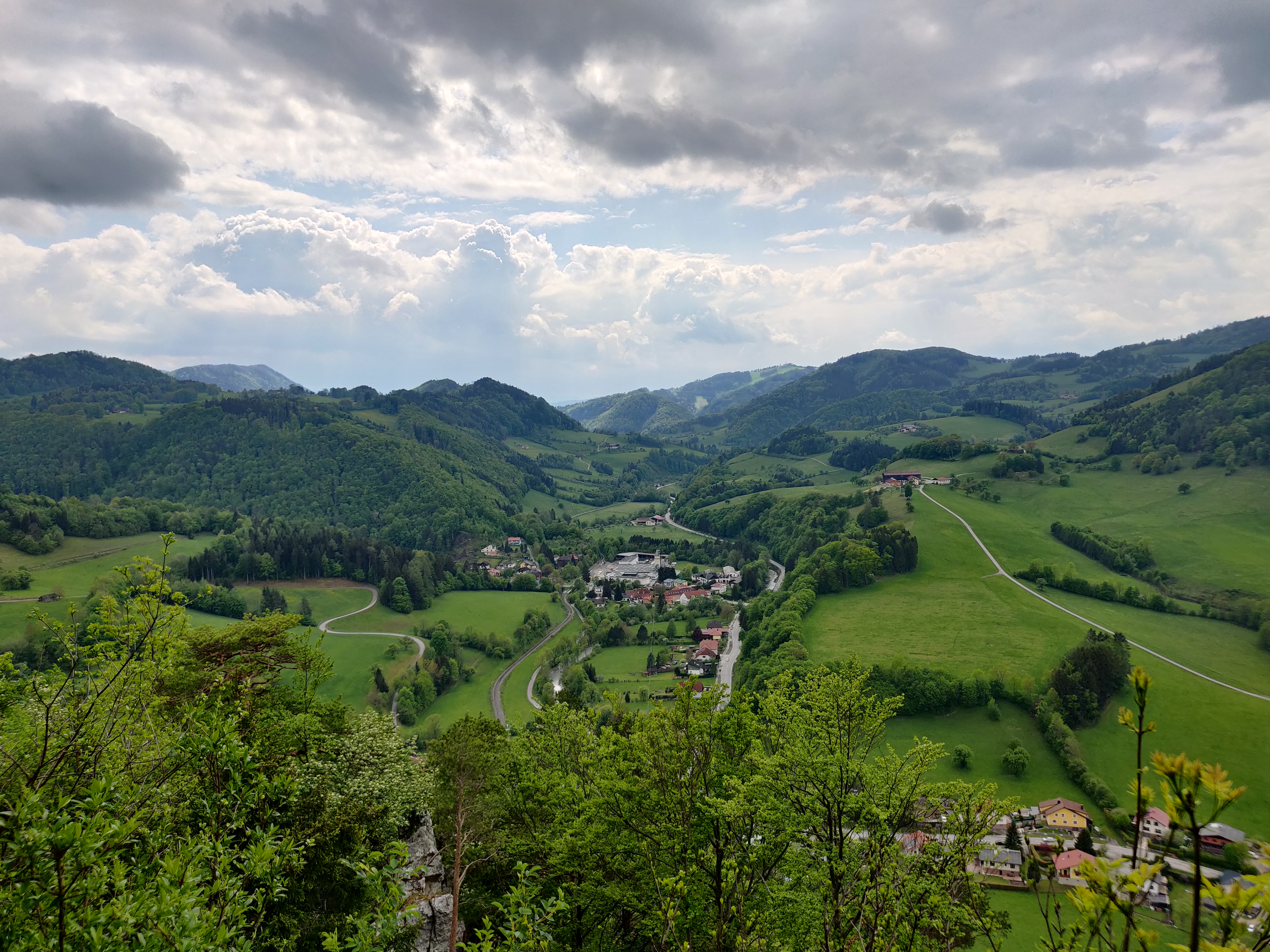
Blick von der Leopoldwarte auf Loich

## Geografie
Loich liegt im Mostviertel etwa 30 Kilometer südwestlich der Bezirks- und Landeshauptstadt St. Pölten. Das Gebiet gehört zu den Türnitzer Alpen, einer Gebirgsgruppe der Nördlichen Kalkalpen.
Die Fläche der Gemeinde umfasst 24,52 Quadratkilometer. Davon sind 65 Prozent bewaldet, 32 Prozent entfallen auf landwirtschaftliche Nutzflächen.

### Ausdehnung des Gemeindegebietes
Das Gebiet der Gemeinde Loich reicht von der Pielach im Norden bis zur Wasserscheide der Pielach und der Traisen im Süden. Im Westen, Süden und Osten ist die Gemeinde von den natürlichen Grenzen des vom Loichbach gebildeten Tales begrenzt. Der tiefste Punkt liegt mit 397 m ü. A. im Gemeindeteil Dobersnigg, wo die Pielach das Gemeindegebiet verlässt. Die höchsten Erhebungen sind der Eisenstein mit 1185 m ü. A. im Südosten sowie der Schwarzenberg mit 1033 m ü. A. im Osten des Gemeindegebietes.

### Gemeindegliederung
Das Gemeindegebiet umfasst folgende neun Ortschaften (in Klammern Einwohnerzahl Stand 1. Jänner 2025):
- Dobersnigg (41)
- Hammerlmühlgegend (17)
- Loich (202)
- Loicheckgegend (45)
- Oedgegend (20)
- Rehgrabengegend (42)
- Schroffengegend (70)
- Schwarzengrabengegend (21)
- Siedlung (78)

Die Gemeinde besteht aus der Katastralgemeinde Loich.

### Nachbargemeinden
|                              |                                             | Kirchberg an der Pielach |
| Frankenfels                  | Kompassrose, die auf Nachbargemeinden zeigt |                          |
| Schwarzenbach an der Pielach |                                             | Türnitz (LF)             |

## Geschichte
Im Altertum war das Gebiet Teil der Provinz Noricum.
Die erste urkundliche Erwähnung von Loich erfolgte im Jahr 1307 als Levch in einer Urkunde des Stiftes Lilienfeld. Der Name ist indogermanischen Ursprungs und bedeutet „weiß, hell glänzend“.
Zur eigenständigen Pfarre erhoben wurde Loich im Jahr 1784, als es von Kirchberg getrennt wurde. Die ersten Aufzeichnungen über eine Schule stammen aus 1801.

### Bevölkerungsentwicklung
| Loich: Einwohnerzahlen von 1869 bis 2025            | Loich: Einwohnerzahlen von 1869 bis 2025 | Loich: Einwohnerzahlen von 1869 bis 2025 | Loich: Einwohnerzahlen von 1869 bis 2025 | Loich: Einwohnerzahlen von 1869 bis 2025 |
| --------------------------------------------------- | ---------------------------------------- | ---------------------------------------- | ---------------------------------------- | ---------------------------------------- |
| Jahr                                                |                                          |                                          |                                          | Einwohner                                |
| 1869                                                | 1869                                     |                                          | 572                                      | 572                                      |
| 1880                                                | 1880                                     |                                          | 573                                      | 573                                      |
| 1890                                                | 1890                                     |                                          | 555                                      | 555                                      |
| 1900                                                | 1900                                     |                                          | 578                                      | 578                                      |
| 1910                                                | 1910                                     |                                          | 603                                      | 603                                      |
| 1923                                                | 1923                                     |                                          | 645                                      | 645                                      |
| 1934                                                | 1934                                     |                                          | 640                                      | 640                                      |
| 1939                                                | 1939                                     |                                          | 628                                      | 628                                      |
| 1951                                                | 1951                                     |                                          | 614                                      | 614                                      |
| 1961                                                | 1961                                     |                                          | 602                                      | 602                                      |
| 1971                                                | 1971                                     |                                          | 656                                      | 656                                      |
| 1981                                                | 1981                                     |                                          | 661                                      | 661                                      |
| 1991                                                | 1991                                     |                                          | 653                                      | 653                                      |
| 2001                                                | 2001                                     |                                          | 669                                      | 669                                      |
| 2011                                                | 2011                                     |                                          | 607                                      | 607                                      |
| 2021                                                | 2021                                     |                                          | 571                                      | 571                                      |
| 2025                                                | 2025                                     |                                          | 536                                      | 536                                      |
| Quelle(n): Statistik Austria, Gebietsstand 1.1.2021 |                                          |                                          |                                          |                                          |

## Kultur und Sehenswürdigkeiten

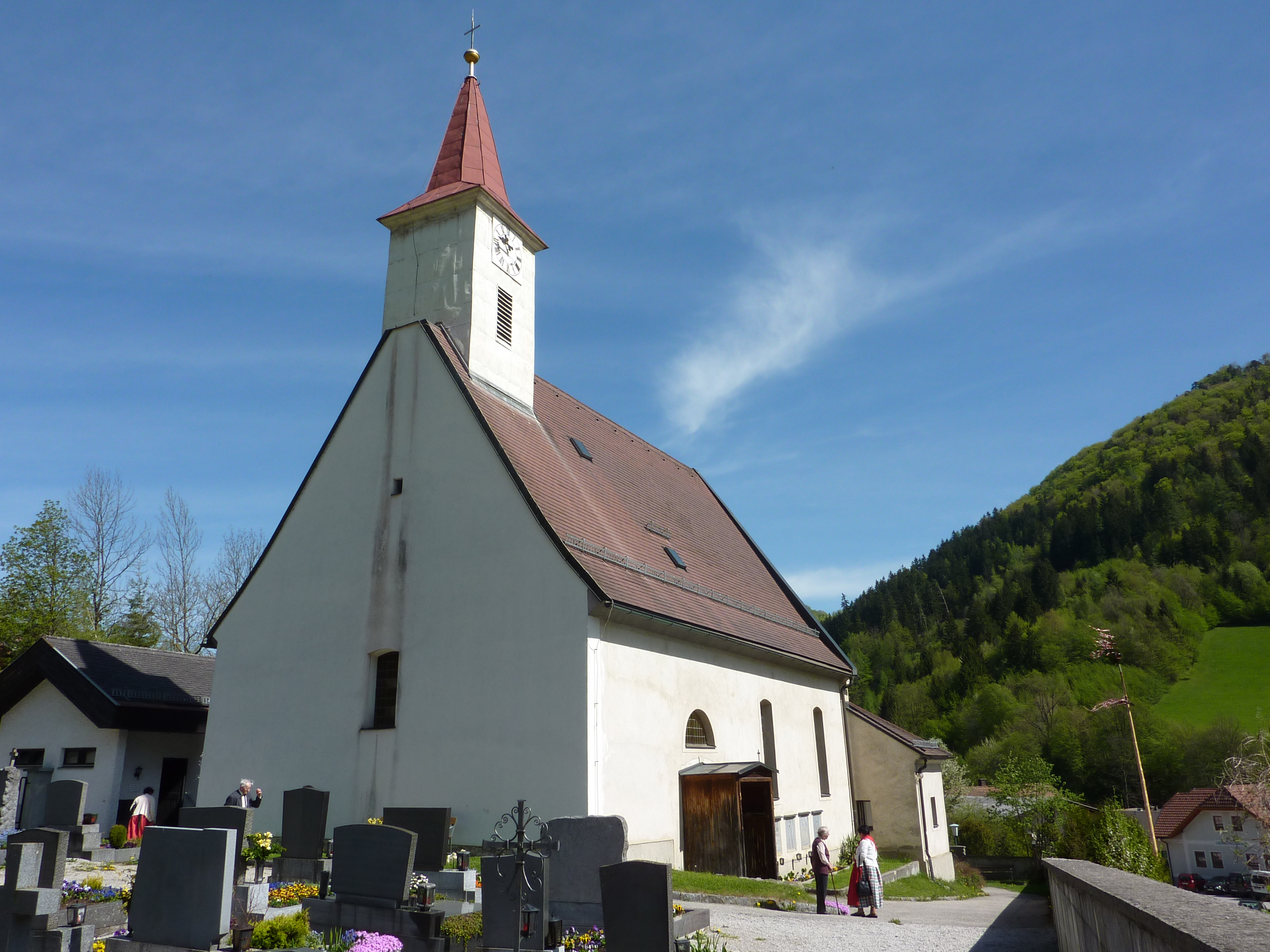
Pfarrkirche Loich

- Katholische Pfarrkirche Loich hl. Nikolaus
- Heimatmuseum: Das Heimatmuseum des Kultur- und Heimatvereines Loich ist teils ein Freilichtmuseum, bestehend aus einem Dörrhaus, einem Presshaus, der Pichl-Mühle und der Heimatstube. In der Mühle kann der Mahlvorgang vom Korn zum Mehl vorgeführt werden. Zudem können unter anderem alte bäuerliche Gerätschaften über Obstbau und Verarbeitung, Geräte zur Woll-, Hanf- und Flachsverarbeitung, Geräte und Dokumente über Kohleabbau und eine Mineraliensammlung besichtigt werden.
- Kaiser-Jubiläumsbrunnen: Von der Gemeinde Loich anlässlich des 60-jährigen Jubiläums von Kaiser Franz Josef errichtet

## Wirtschaft und Infrastruktur

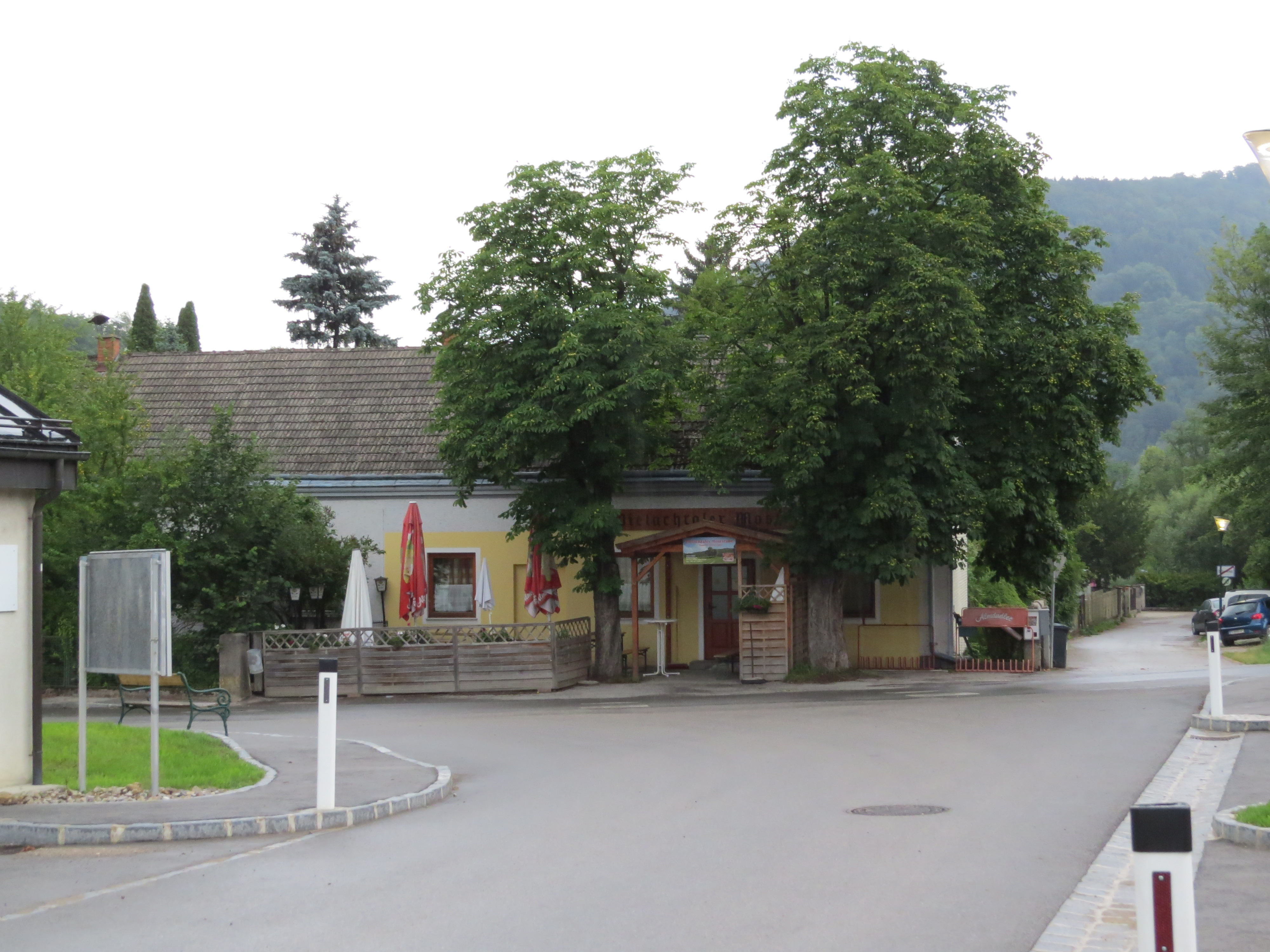
Die Pielachtaler Moststube im Ortsteil Dobersnigg in der Nähe das Bahnhofes Loich (2018)

Im Jahr 2011 gab es 149 Arbeitsplätze in Loich, 61 in der Landwirtschaft, 62 im Produktionssektor und 26 im Dienstleistungssektor. Wohnhaft waren in Loich 302 Erwerbstätige. Davon arbeiteten 91 in der Gemeinde, siebzig Prozent pendelten aus.

### Bildung
In Loich befindet sich ein Kindergarten und eine Volksschule.

### Verkehr

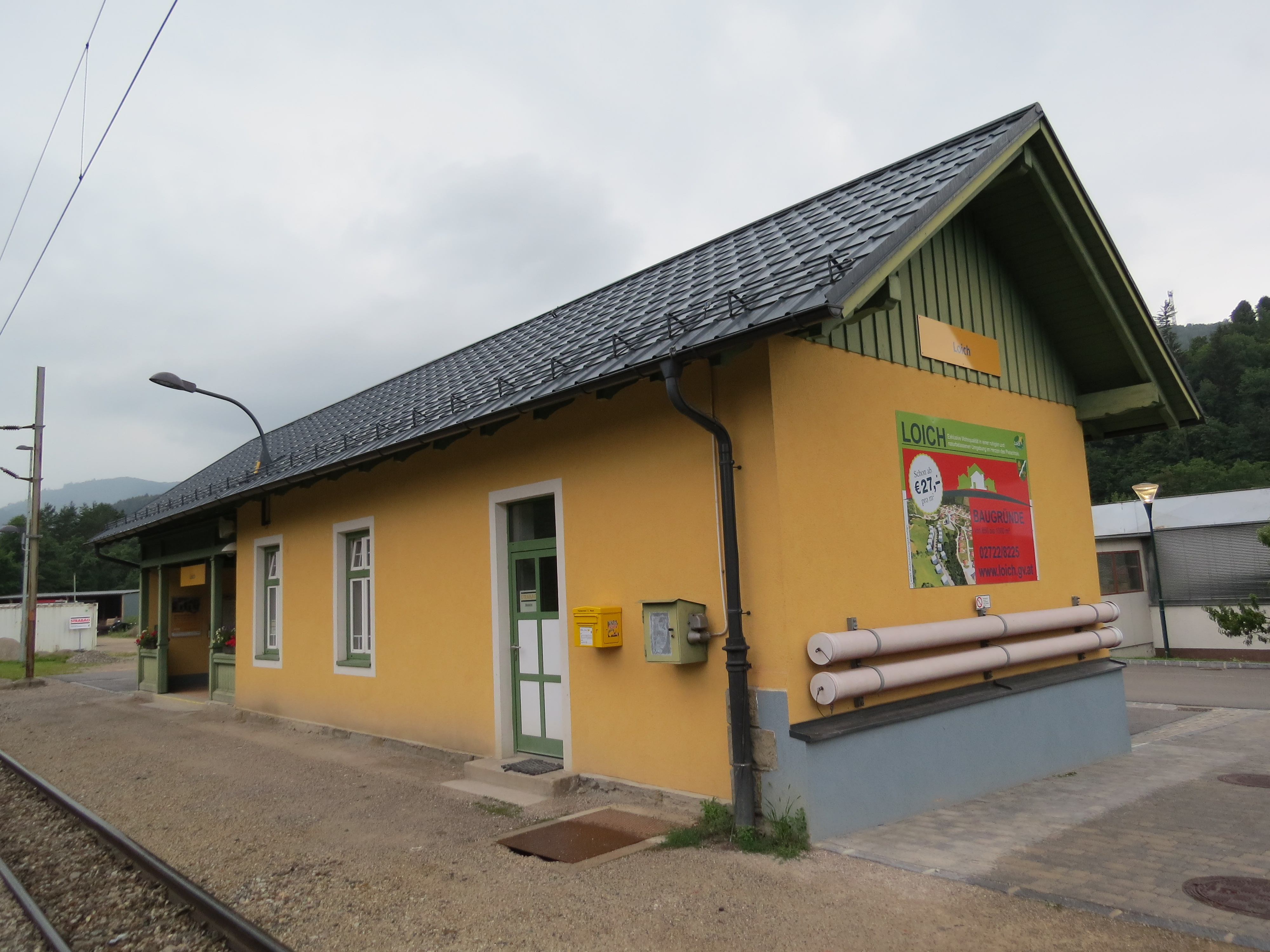
Bahnhof Loich (2018)

Das Gemeindegebiet von Loich liegt abseits der Hauptverkehrsstraßen und ist nur über die im Tal des Loichbaches verlaufende Landesstraße erreichbar, die im Gemeindeteil Dobersnigg von der Pielachtal Straße (B 39) abzweigt. Über die B 39 besteht eine Anbindung an die Bezirks- und Landeshauptstadt St. Pölten sowie die West Autobahn (A 1) in ca. 30 km Entfernung.
Im Norden des Gemeindegebietes verläuft die Mariazellerbahn entlang der Pielach. Im Gemeindeteil Dobersnigg befindet sich die Haltestelle Loich. Von hier bestehen stündliche Regionalzug-Verbindungen nach St. Pölten.

## Politik
- Bürgermeisterin der Gemeinde ist seit 11. April 2024 Sabine Moser (* 1975).
- Im Gemeinderat gibt es seit der Gemeinderatswahl 2020 bei insgesamt 15 Sitzen folgende Mandatsverteilung: Liste ÖVP 10, Liste SPÖ 5.[8]

## Persönlichkeiten
Bürgermeister:
- Alois Hösl, 1964 bis 1987
- Anton Grubner, 1987 bis 2024
- Sabine Moser, ab 2024

Personen mit Beziehung zur Gemeinde:
- Heinz Fischer (* 1938),  österreichischer Bundespräsident, verbrachte einen Teil seiner Kindheit in Loich und besuchte auch die ortsansässige Schule

Ehrenbürger:
- Alois Hösl, Bürgermeister von 1964 bis 1987
- Wilhelm Sommerecker, Ehrenoberbrandinspektor und Kommandant der Freiwilligen Feuerwehr Loich von 1982 bis 1991